# UEFA EURO 2012
UEFA EURO 2012（英: UEFA Euro 2012）は、2012年6月8日から7月1日にかけて、ウクライナとポーランドで開催された第14回目のUEFA欧州選手権である。
スペインが2大会連続3回目の優勝を飾り、大会史上初の連覇を果たした。またFIFAコンフェデレーションズカップ2013への出場権は、優勝したスペインが2010 FIFAワールドカップ優勝国として既に出場権を得ているため、準優勝したイタリアに与えられた。

## 開催国選定の経緯
開催国は、2007年4月18日にウェールズのカーディフで開かれたヨーロッパサッカー連盟（UEFA）の理事会でクロアチア・ハンガリーの共催、イタリア、ウクライナ・ポーランドの共催の3候補からUEFA理事の投票によって決定された。投票では、ウクライナ・ポーランドが有効投票12票のうちの8票を獲得した。UEFA欧州選手権での共催はEURO2008に続いて2大会連続3回目となる。

## 予選

### イタリア対セルビアにおけるサポーター暴動
2010年10月12日にジェノヴァのスタディオ・ルイジ・フェッラーリスで行われた予選グループC、イタリアとセルビアの一戦では、セルビア人サポーターの一部がフェンスによじ登りピッチに発炎筒を投げ込むなどしたために、試合が中止された。セルビアサポーターは試合開始10分前にイタリアの応援席やピッチに向け発炎筒や紙爆弾を投げ込むなどしたために試合開始は37分遅らされた。しかしキックオフ後も発炎筒が投げ込まれたため、試合開始6分で中止が決定された。試合後には暴動の首謀者の男がイタリア警察により逮捕された。
セルビアは2010 FIFAワールドカップでのグループリーグ敗退を受けて国民の人気が高かったラドミル・アンティッチを解任しており、にもかかわらずセルビアはこの試合までに予選を1勝1敗1分と低迷していたことなどから、暴動はセルビアサッカー協会へ抗議する目的で行われたものだとされた。またセルビアGKのヴラディミル・ストイコヴィッチはレッドスター・ベオグラードの生え抜きの選手でありながら、ワールドカップ後にライバルのパルチザン・ベオグラードへ移籍していたことや、直前のエストニア戦で敗北の戦犯とされたことなどからセルビアサポーターの標的とされていた。一方でイタリアへの敵意はなかったものであることも、前述の首謀者は強調し、イタリアに謝罪の念を述べた。
またセルビア人サポーターは試合開始前から地元の警察と衝突し15名の負傷者と3名の拘束者が出ており、スタジアムに発炎筒などの危険物を容易に持ち込むことができたことなどから、試合を運営したイタリア側の責任も追及された。
10月29日にUEFAは試合をイタリアが3-0で勝利したという扱いにすることと、セルビアに12万ユーロの罰金と2試合の無観客試合、イタリアに10万ユーロの罰金と1試合の無観客試合が科されることを発表した。ただし無観客試合に関しては双方とも1試合分は執行猶予がつき、今後2年間で同じような問題が起きた際に行使される。

## 出場国
出場選手はUEFA EURO 2012参加チームを参照。
| 出場国・地域 | 条件                 | 出場回数         | 出場大会                                                   | 最高成績                  |
| ------------ | -------------------- | ---------------- | ---------------------------------------------------------- | ------------------------- |
| ウクライナ   | 共同開催国           | 初出場           | －                                                         | －                        |
| ポーランド   | 共同開催国           | 2大会連続2回目   | 2008                                                       | グループリーグ敗退 (2008) |
| ドイツ       | 予選A組1位           | 11大会連続11回目 | 1972, 1976, 1980, 1984, 1988, 1992, 1996, 2000, 2004, 2008 | 優勝 (1972, 1980, 1996)   |
| ロシア       | 予選B組1位           | 3大会連続10回目  | 1960, 1964, 1968, 1972, 1988, 1992, 1996, 2004, 2008       | 優勝 (1960)               |
| イタリア     | 予選C組1位           | 5大会連続8回目   | 1968, 1980, 1988, 1996, 2000, 2004, 2008                   | 優勝 (1968)               |
| フランス     | 予選D組1位           | 6大会連続8回目   | 1964, 1984, 1992, 1996, 2000, 2004, 2008                   | 優勝 (1984, 2000)         |
| オランダ     | 予選E組1位           | 7大会連続9回目   | 1976, 1980, 1988, 1992, 1996, 2000, 2004, 2008             | 優勝 (1988)               |
| ギリシャ     | 予選F組1位           | 3大会連続4回目   | 1980, 2004, 2008                                           | 優勝 (2004)               |
| イングランド | 予選G組1位           | 2大会ぶり8回目   | 1968, 1980, 1988, 1992, 1996, 2000, 2004                   | ベスト4 (1968, 1996)      |
| デンマーク   | 予選H組1位           | 2大会ぶり8回目   | 1964, 1984, 1988, 1992, 1996, 2000, 2004                   | 優勝 (1992)               |
| スペイン     | 予選I組1位           | 5大会連続9回目   | 1964, 1980, 1984, 1988, 1996, 2000, 2004, 2008             | 優勝 (1964, 2008)         |
| スウェーデン | ベストランナーアップ | 4大会連続5回目   | 1992, 2000, 2004, 2008                                     | ベスト4 (1992)            |
| クロアチア   | プレーオフ第1組勝利  | 3大会連続4回目   | 1996, 2004, 2008                                           | ベスト8 (1996, 2008)      |
| アイルランド | プレーオフ第2組勝利  | 6大会ぶり2回目   | 1988                                                       | グループリーグ敗退 (1988) |
| チェコ       | プレーオフ第3組勝利  | 5大会連続8回目   | 1960, 1976, 1980, 1996, 2000, 2004, 2008                   | 優勝 (1976)               |
| ポルトガル   | プレーオフ第4組勝利  | 5大会連続6回目   | 1984, 1996, 2000, 2004, 2008                               | 準優勝 (2004)             |

## 本大会

### 概要
今大会で、行動が模範的だったとしてアイルランドサポーターが特別表彰される。

### 大会総括
2年前のW杯とは打って変わり、ポゼッション重視の攻撃サッカーが多く見られた今大会は、オランダの1次リーグ敗退などの波乱はあったものの、それ以外の強豪国は順当に勝ち抜いた。
ベスト4に残ったのはスペイン・ドイツ・イタリア・ポルトガルの4チーム。イタリア以外はいずれのチームも攻撃サッカーをスタイルとするチームだったが、決勝まで勝ち進んだのは攻撃だけでなく守備も安定したスペインとイタリアだった。
一方、大会前優勝候補筆頭と目されていたドイツは攻撃陣の活躍で死のグループを3戦全勝で勝ち抜いたが、準決勝のイタリア戦では唯一の弱点である守備の穴を突かれて敗れ、またしても優勝を目前で逃した。
スペインは主力のビジャやプジョルなどを欠き、1次リーグは苦戦を強いられたものの、首位で通過。準々決勝では公式戦未勝利のフランスに快勝し、準決勝でPK戦の末ポルトガルを退けて2大会連続となる決勝進出を果たした。主力の不在で得点力不足に悩まされる場面もあったが、鮮やかなパスワークは健在で確実に相手の守備陣を崩し、GKカシージャスを中心とした守備陣の踏ん張りもあり決勝戦まで8得点1失点と攻守の安定感を見せた。イタリアはかつてのカテナチオから脱却してパスをつなぐ攻撃サッカーで大方の予想を覆し、決勝進出を果たした。GKブッフォンを中心とした守備陣も安定感を見せ、決勝戦まで失点を3に抑えた。決勝戦は連覇を狙うスペインと44年ぶりの優勝を狙うイタリアの組み合わせとなった。結果はイタリアの疲労（休養が一日少ない上に会場の移動も長かった）やアクシデントもあり、スペインが4-0の大勝。スペインがEURO連覇、W杯とEUROのメジャー大会3連覇という前人未踏の快挙を成し遂げた。
今大会はパスをつなぐ攻撃サッカーが多く見られ大会を盛り上げたが、本家スペインを上回ることができたチームはなく、スペインの強さと完成度の高さを改めて知らしめる大会となった。
なお、前回に引き続き開催国はどちらともグループリーグで敗退した。

#### 代償金支払い
2012年6月20日、今大会及び予選に出場した欧州各国代表に選手を貸し出した全575クラブへの計1億ユーロ（約99億円）の代償金の分配が決まり、9月12日UEFAと欧州クラブ協会(ECA)の交渉の結果、各クラブへの分配額が決定した。前回の2008年大会から大幅に増額され、さらに前回は本大会のみが代償金の対象であったが、今大会から予選もその対象となった。また、実際に負傷した選手への保険としては、2012年3月22日にUEFAとECAが合意した代表選手保険システムが今大会で初適用された。この保険は選手の国籍に関係なく、欧州全クラブに所属する全選手に対して適用され、公式戦、親善試合を問わず予定された全ての代表の国際試合がその保険の対象の試合であり、2012年9月1日以降はUEFA主催大会以外の国際試合や大会にも適用される。

### 会場一覧
両国では各4都市で試合が行われた。開幕戦はポーランドのワルシャワ、決勝戦はウクライナのキエフで開催された。
| ポーランド                                                 | ポーランド                                                   | ウクライナ                                                     | ウクライナ                                               |
| ワルシャワ                                                 | グダニスク                                                   | キエフ                                                         | ドネツィク                                               |
| ---------------------------------------------------------- | ------------------------------------------------------------ | -------------------------------------------------------------- | -------------------------------------------------------- |
| 国立競技場 収容人数: 58,145人                              | バルティック・アリーナ 収容人数: 40,818人 （通常: 44,636人） | オリンピスキ・スタジアム 収容人数: 65,720人 （通常: 70,050人） | ドンバス・アリーナ 収容人数: 50,055人 （通常: 51,504人） |
| グループA 3試合 開幕戦、準々決勝、準決勝                   | グループC 3試合 準々決勝                                     | グループD 3試合 準々決勝、決勝戦                               | グループD 3試合 準々決勝、準決勝                         |
|                                                            |                                                              |                                                                |                                                          |
| ヴロツワフ                                                 | ポズナン                                                     | ハルキウ                                                       | リヴィウ                                                 |
| ヴロツワフ市立競技場 収容人数: 40,610人 （通常: 44,416人） | ポズナン市立競技場 収容人数: 42,004人 （通常: 43,269人）     | メタリスト・スタジアム 収容人数: 38,500人 （通常: 38,863人）   | アリーナ・リヴィウ 収容人数: 34,915人                    |
| グループA 3試合                                            | グループC 3試合                                              | グループB 3試合                                                | グループB 3試合                                          |
|                                                            |                                                              |                                                                |                                                          |
| ポーランド ワルシャワグダンスクヴロツワフポズナン          | ポーランド ワルシャワグダンスクヴロツワフポズナン            | ウクライナ キエフドネツィクハルキウリヴィウ                    | ウクライナ キエフドネツィクハルキウリヴィウ              |

注: 収容人数はUEFA EURO 2012のためのものであり、通常の最大収容人数とは限らない。

## 結果

### 組み合わせ抽選
本大会の抽選会は、2011年12月2日にウクライナのキエフにて行なわれた。
抽選方法は、以下の通り。
ホスト国であるポーランドはA1、ウクライナはD1に当てられることがすでに決まっており、ホスト国の2カ国と前回大会優勝のスペインは「ポット1」。
そのほかの出場国は、2010年のワールドカップ予選・本選と2008年UEFA欧州選手権予選・本選、2012年のUEFA欧州選手権予選の成績を基準に算定された、UEFAランキングポイントに基づいて格付け後、抽選によって4グループに振り分ける。
最終的な振り分けは、以下の通り。
| ポット1                                                                     | ポット2                             | ポット3                                     | ポット4                                 |
| --------------------------------------------------------------------------- | ----------------------------------- | ------------------------------------------- | --------------------------------------- |
| ポーランド（開催国） ウクライナ（開催国） スペイン（前回大会優勝） オランダ | ドイツ イタリア イングランド ロシア | クロアチア ギリシャ ポルトガル スウェーデン | デンマーク フランス チェコ アイルランド |

### グループリーグ

#### グループ A
| 順 位 | チーム     | 勝 点 | 試 合 | 勝 利 | 引 分 | 敗 戦 | 得 点 | 失 点 | 点 差 |
| ----- | ---------- | ----- | ----- | ----- | ----- | ----- | ----- | ----- | ----- |
| 1     | チェコ     | 6     | 3     | 2     | 0     | 1     | 4     | 5     | -1    |
| 2     | ギリシャ   | 4     | 3     | 1     | 1     | 1     | 3     | 3     | 0     |
| 3     | ロシア     | 4     | 3     | 1     | 1     | 1     | 5     | 3     | +2    |
| 4     | ポーランド | 2     | 3     | 0     | 2     | 1     | 2     | 3     | -1    |

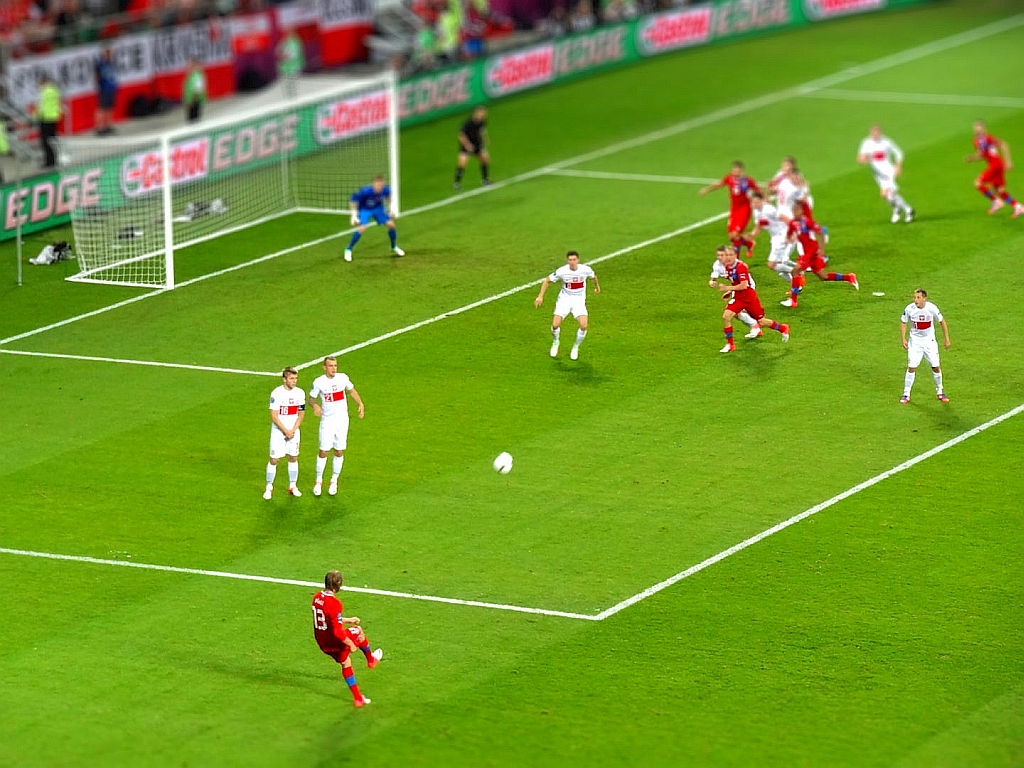
チェコ対ポーランド

※ギリシャとロシアを比較した際、得失点差ではロシアが上位であるが、直接対決でギリシャが勝利したため、ギリシャのグループリーグ突破となった。
すべて現地時間（UTC+2）
| 2012年6月8日 18:00 |

| ポーランド            | 1 - 1    | ギリシャ              |
| レヴァンドフスキ 17分 | レポート | サルピンギディス 51分 |

| ワルシャワ国立競技場（ワルシャワ） 観客数: 56,070人 主審: カルロス・ベラスコ・カルバージョ |

| 2012年6月8日 20:45 |

| ロシア                                                        | 4 - 1    | チェコ        |
| ジャゴエフ 15分, 79分 · シロコフ 24分 · パヴリュチェンコ 82分 | レポート | ピラシュ 52分 |

| ヴロツワフ市立競技場（ヴロツワフ） 観客数: 40,803人 主審: ハワード・ウェブ |

| 2012年6月12日 18:00 |

| ギリシャ    | 1 - 2    | チェコ                          |
| ゲカス 53分 | レポート | イラーチェク 3分 · ピラシュ 6分 |

| ヴロツワフ市立競技場（ヴロツワフ） 観客数: 41,105人 主審: ステファヌ・ラノワ |

| 2012年6月12日 20:45 |

| ポーランド              | 1 - 1    | ロシア          |
| ブワシュチコフスキ 57分 | レポート | ジャゴエフ 37分 |

| ワルシャワ国立競技場（ワルシャワ） 観客数: 55,920人 主審: ヴォルフガング・シュタルク |

| 2012年6月16日 20:45 |

| チェコ            | 1 - 0    | ポーランド |
| イラーチェク 72分 | レポート |            |

| ヴロツワフ市立競技場（ヴロツワフ） 観客数: 41,480人 主審: クレイグ・トムソン |

| 2012年6月16日 20:45 |

| ギリシャ            | 1 - 0    | ロシア |
| カラグーニス 45+2分 | レポート |        |

| ワルシャワ国立競技場（ワルシャワ） 観客数: 55,614人 主審: ヨナス・エリクソン |

#### グループ B

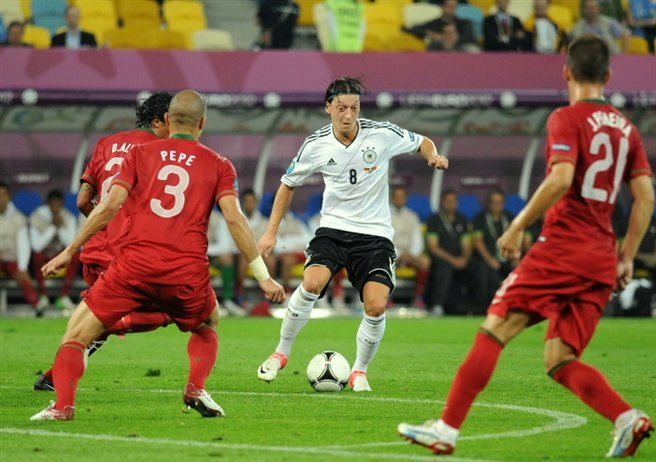
ドイツ対ポルトガル

| 順 位 | チーム     | 勝 点 | 試 合 | 勝 利 | 引 分 | 敗 戦 | 得 点 | 失 点 | 点 差 |
| ----- | ---------- | ----- | ----- | ----- | ----- | ----- | ----- | ----- | ----- |
| 1     | ドイツ     | 9     | 3     | 3     | 0     | 0     | 5     | 2     | +3    |
| 2     | ポルトガル | 6     | 3     | 2     | 0     | 1     | 5     | 4     | +1    |
| 3     | デンマーク | 3     | 3     | 1     | 0     | 2     | 4     | 5     | -1    |
| 4     | オランダ   | 0     | 3     | 0     | 0     | 3     | 2     | 5     | -3    |

すべて現地時間（UTC+3）
| 2012年6月9日 19:00 |

| オランダ | 0 - 1    | デンマーク          |
|          | レポート | クローン＝デリ 24分 |

| メタリスト・スタジアム（ハルキウ） 観客数: 35,923人 主審: ダミル・スコミナ |

| 2012年6月9日 21:45 |

| ドイツ      | 1 - 0    | ポルトガル |
| ゴメス 72分 | レポート |            |

| アリーナ・リヴィウ（リヴィウ） 観客数: 32,990人 主審: ステファヌ・ラノワ |

| 2012年6月13日 19:00 |

| デンマーク            | 2 - 3    | ポルトガル                                  |
| ベントナー 41分, 80分 | レポート | ペペ 24分 · ポスティガ 36分 · ヴァレラ 87分 |

| アリーナ・リヴィウ（リヴィウ） 観客数: 31,840人 主審: クレイグ・トムソン |

| 2012年6月13日 21:45 |

| オランダ            | 1 - 2    | ドイツ            |
| ファン・ペルシ 73分 | レポート | ゴメス 24分, 38分 |

| メタリスト・スタジアム（ハルキウ） 観客数: 37,750人 主審: ヨナス・エリクソン |

| 2012年6月17日 21:45 |

| ポルトガル          | 2 - 1    | オランダ                      |
| ロナウド 28分, 74分 | レポート | ファン・デル・ファールト 11分 |

| メタリスト・スタジアム（ハルキウ） 観客数: 37,445人 主審: ニコラ・リッツォーリ |

| 2012年6月17日 21:45 |

| デンマーク          | 1 - 2    | ドイツ                          |
| クローン＝デリ 24分 | レポート | ポドルスキ 19分 · ベンダー 80分 |

| アリーナ・リヴィウ（リヴィウ） 観客数: 32,990人 主審: カルロス・ベラスコ・カルバージョ |

#### グループ C

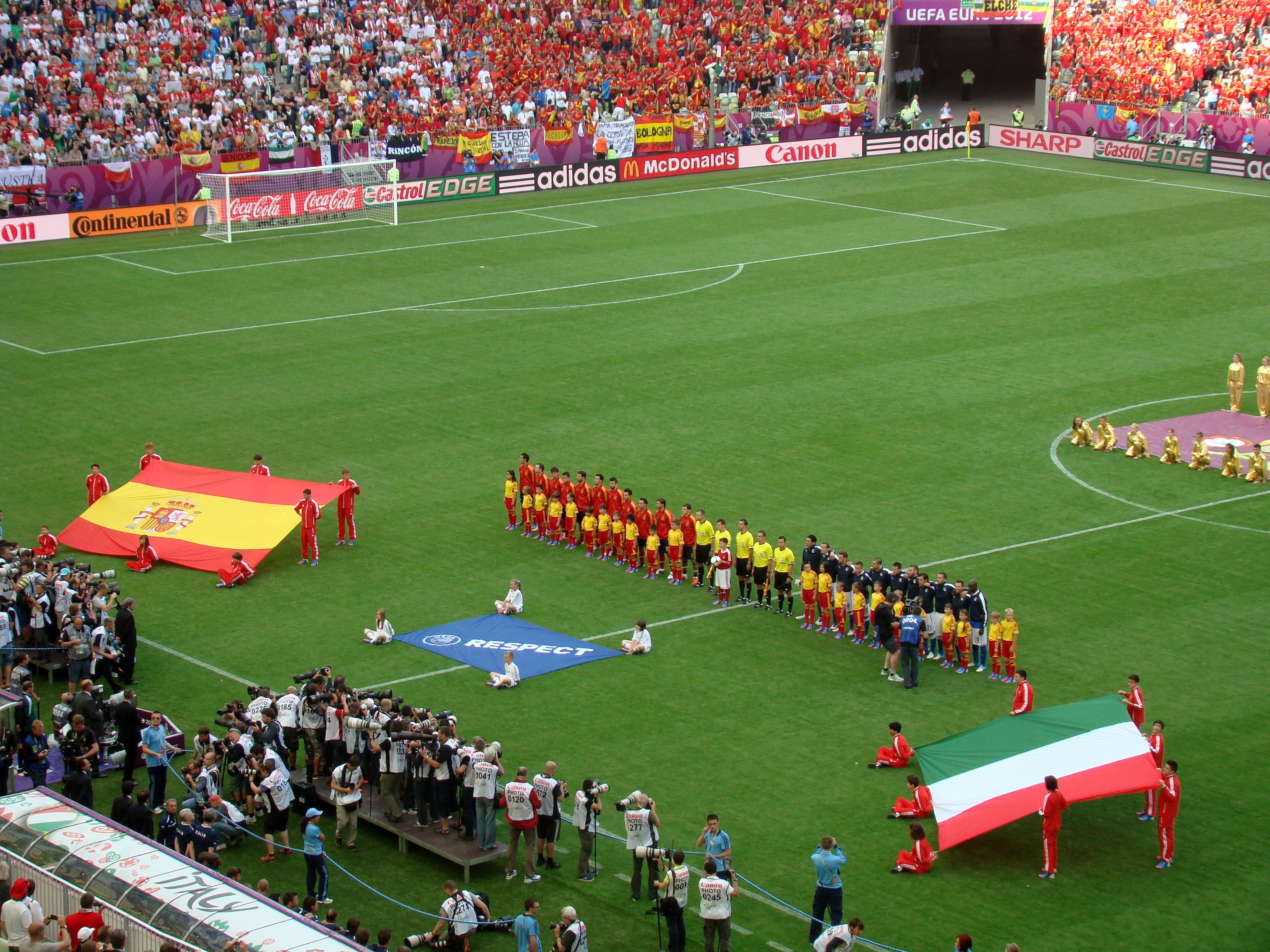
スペイン対イタリア

| 順 位 | チーム       | 勝 点 | 試 合 | 勝 利 | 引 分 | 敗 戦 | 得 点 | 失 点 | 点 差 |
| ----- | ------------ | ----- | ----- | ----- | ----- | ----- | ----- | ----- | ----- |
| 1     | スペイン     | 7     | 3     | 2     | 1     | 0     | 6     | 1     | +5    |
| 2     | イタリア     | 5     | 3     | 1     | 2     | 0     | 4     | 2     | +2    |
| 3     | クロアチア   | 4     | 3     | 1     | 1     | 1     | 4     | 3     | +1    |
| 4     | アイルランド | 0     | 3     | 0     | 0     | 3     | 1     | 9     | -8    |

すべて現地時間（UTC+2）
| 2012年6月10日 18:00 |

| スペイン    | 1 - 1    | イタリア            |
| セスク 64分 | レポート | ディ・ナターレ 61分 |

| バルティック・アリーナ（グダニスク） 観客数: 38,869人 主審: カッシャイ・ヴィクトル |

| 2012年6月10日 20:45 |

| アイルランド        | 1 - 3    | クロアチア                                     |
| セントレジャー 19分 | レポート | マンジュキッチ 3分, 49分 · イェラヴィッチ 43分 |

| ポズナン市立競技場（ポズナン） 観客数: 39,550人 主審: ビョルン・カイペルス |

| 2012年6月14日 18:00 |

| イタリア    | 1 - 1    | クロアチア          |
| ピルロ 39分 | レポート | マンジュキッチ 72分 |

| ポズナン市立競技場（ポズナン） 観客数: 37,096人 主審: ハワード・ウェブ |

| 2012年6月14日 20:45 |

| スペイン                                       | 4 - 0    | アイルランド |
| トーレス 4分, 70分 · シルバ 49分 · セスク 83分 | レポート |              |

| バルティック・アリーナ（グダニスク） 観客数: 39,150人 主審: ペドロ・プロエンサ |

| 2012年6月18日 20:45 |

| クロアチア | 0 - 1    | スペイン    |
|            | レポート | ナバス 88分 |

| バルティック・アリーナ（グダニスク） 観客数: 39,076人 主審: ヴォルフガング・シュタルク |

| 2012年6月18日 20:45 |

| イタリア                          | 2 - 0    | アイルランド |
| カッサーノ 35分 · バロテッリ 90分 | レポート |              |

| ポズナン市立競技場（ポズナン） 観客数: 38,794人 主審: ジュネイト・チャクル |

#### グループ D

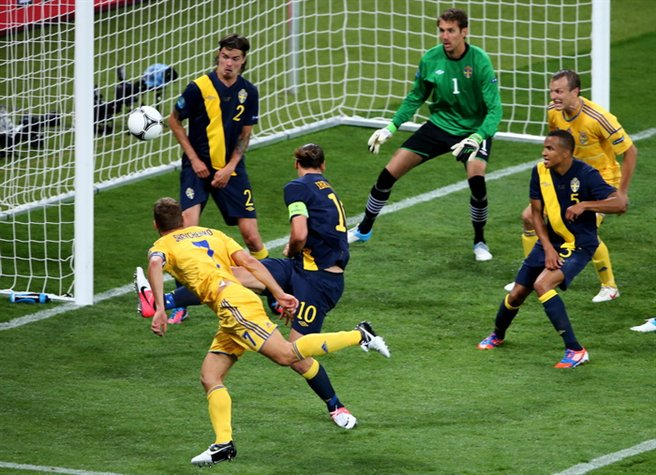
ウクライナ対スウェーデン

| 順 位 | チーム       | 勝 点 | 試 合 | 勝 利 | 引 分 | 敗 戦 | 得 点 | 失 点 | 点 差 |
| ----- | ------------ | ----- | ----- | ----- | ----- | ----- | ----- | ----- | ----- |
| 1     | イングランド | 7     | 3     | 2     | 1     | 0     | 5     | 3     | +2    |
| 2     | フランス     | 4     | 3     | 1     | 1     | 1     | 3     | 3     | 0     |
| 3     | ウクライナ   | 3     | 3     | 1     | 0     | 2     | 2     | 4     | -2    |
| 4     | スウェーデン | 3     | 3     | 1     | 0     | 2     | 5     | 5     | 0     |

すべて現地時間（UTC+3）
| 2012年6月11日 19:00 |

| フランス    | 1 - 1    | イングランド    |
| ナスリ 39分 | レポート | レスコット 30分 |

| ドンバス・アリーナ（ドネツィク） 観客数: 47,400人 主審: ニコラ・リッツォーリ |

| 2012年6月11日 21:45 |

| ウクライナ                | 2 - 1    | スウェーデン          |
| シェフチェンコ 55分, 62分 | レポート | イブラヒモビッチ 52分 |

| オリンピスキ・スタジアム（キエフ） 観客数: 64,290人 主審: ジュネイト・チャクル |

| 2012年6月15日 19:00 |

| ウクライナ | 0 - 2    | フランス                      |
|            | レポート | メネス 53分 · キャバイェ 56分 |

| ドンバス・アリーナ（ドネツィク） 観客数: 48,000人 主審: ビョルン・カイペルス |

| 2012年6月15日 21:45 |

| スウェーデン                             | 2 - 3    | イングランド                                          |
| （ジョンソン） 49分 (OG) · メルベリ 59分 | レポート | キャロル 23分 · ウォルコット 64分 · ウェルベック 78分 |

| オリンピスキ・スタジアム（キエフ） 観客数: 64,640人 主審: ダミル・スコミナ |

| 2012年6月19日 21:45 |

| イングランド  | 1 - 0    | ウクライナ |
| ルーニー 48分 | レポート |            |

| ドンバス・アリーナ（ドネツィク） 観客数: 48,700人 主審: カッシャイ・ヴィクトル |

| 2012年6月19日 21:45 |

| スウェーデン                              | 2 - 0    | フランス |
| イブラヒモビッチ 54分 · ラーション 90+1分 | レポート |          |

| オリンピスキ・スタジアム（キエフ） 観客数: 63,010人 主審: ペドロ・プロエンサ |

### 決勝トーナメント
|  | 準々決勝             | 準々決勝             |                      |       | 準決勝 | 準決勝 |  |  | 決勝 | 決勝 |
|  |                      |                      |                      |       |        |        |  |  |      |      |
|  | 6月21日 - ワルシャワ |                      |                      |       |        |        |  |  |      |      |
|  |                      |                      |                      |       |        |        |  |  |      |      |
|  | チェコ               | 0                    |                      |       |        |        |  |  |      |      |
|  | チェコ               | 0                    | 6月27日 - ドネツィク |       |        |        |  |  |      |      |
|  | ポルトガル           | 1                    |                      |       |        |        |  |  |      |      |
|  | ポルトガル           | 1                    | ポルトガル           | 0 (2) |        |        |  |  |      |      |
|  | 6月23日 - ドネツィク |                      | ポルトガル           | 0 (2) |        |        |  |  |      |      |
|  |                      | スペイン (p)         | 0 (4)                |       |        |        |  |  |      |      |
|  | スペイン             | スペイン (p)         | 0 (4)                | 2     |        |        |  |  |      |      |
|  | スペイン             |                      | 7月1日 - キエフ      | 2     |        |        |  |  |      |      |
|  | フランス             | 0                    |                      |       |        |        |  |  |      |      |
|  | フランス             | 0                    | スペイン             | 4     |        |        |  |  |      |      |
|  | 6月22日 - グダニスク |                      | スペイン             | 4     |        |        |  |  |      |      |
|  |                      | イタリア             | 0                    |       |        |        |  |  |      |      |
|  | ドイツ               | イタリア             | 0                    | 4     |        |        |  |  |      |      |
|  | ドイツ               | 6月28日 - ワルシャワ |                      | 4     |        |        |  |  |      |      |
|  | ギリシャ             | 2                    |                      |       |        |        |  |  |      |      |
|  | ギリシャ             | 2                    | ドイツ               | 1     |        |        |  |  |      |      |
|  | 6月24日 - キエフ     |                      | ドイツ               | 1     |        |        |  |  |      |      |
|  |                      | イタリア             | 2                    |       |        |        |  |  |      |      |
|  | イングランド         | イタリア             | 2                    | 0 (2) |        |        |  |  |      |      |
|  | イングランド         |                      |                      | 0 (2) |        |        |  |  |      |      |
|  | イタリア (p)         | 0 (4)                |                      |       |        |        |  |  |      |      |
|  | イタリア (p)         | 0 (4)                |                      |       |        |        |  |  |      |      |

#### 準々決勝
| 2012年6月21日 20:45 UTC+2 |

| チェコ | 0 - 1    | ポルトガル    |
|        | レポート | ロナウド 79分 |

| ワルシャワ国立競技場（ワルシャワ） 観客数: 55,590人 主審: ハワード・ウェブ |

| 2012年6月22日 20:45 UTC+2 |

| ドイツ                                                    | 4 - 2    | ギリシャ                                   |
| ラーム 39分 · ケディラ 61分 · クローゼ 68分 · ロイス 74分 | レポート | サマラス 55分 · サルピンギディス 89分 (PK) |

| バルティック・アリーナ（グダニスク） 観客数: 38,751人 主審: ダミル・スコミナ |

| 2012年6月23日 21:45 UTC+3 |

| スペイン                           | 2 - 0    | フランス |
| シャビ・アロンソ 19分, 90+1分 (PK) | レポート |          |

| ドンバス・アリーナ（ドネツィク） 観客数: 47,000人 主審: ニコラ・リッツォーリ |

| 2012年6月24日 21:45 UTC+3 |

| イングランド                      | 0 - 0 (延長) | イタリア                                                     |
|                                   | レポート     |                                                              |
|                                   | PK戦         |                                                              |
| ジェラード ルーニー ヤング コール | 2 - 4        | バロテッリ モントリーヴォ ピルロ ノチェリーノ ディアマンティ |

| オリンピスキ・スタジアム（キエフ） 観客数: 64,340人 主審: ペドロ・プロエンサ |

#### 準決勝
| 2012年6月27日 21:45 UTC+3 |

| ポルトガル                          | 0 - 0 (延長) | スペイン                               |
|                                     | レポート     |                                        |
|                                     | PK戦         |                                        |
| モウティーニョ ペペ ナニ アルヴェス | 2 - 4        | アロンソ イニエスタ ピケ ラモス セスク |

| ドンバス・アリーナ（ドネツィク） 観客数: 48,000人 主審: ジュネイト・チャクル |

| 2012年6月28日 20:45 UTC+2 |

| ドイツ             | 1 - 2    | イタリア              |
| エジル 90+2分 (PK) | レポート | バロテッリ 20分, 36分 |

| ワルシャワ国立競技場（ワルシャワ） 観客数: 55,540人 主審: ステファヌ・ラノワ |

#### 決勝
| 2012年7月1日 21:45 UTC+3 |

| スペイン                                              | 4 - 0    | イタリア |
| シルバ 14分 · アルバ 41分 · トーレス 84分 · マタ 88分 | レポート |          |

| オリンピスキ・スタジアム（キエフ） 観客数: 63,170人 主審: ペドロ・プロエンサ |

## 優勝国

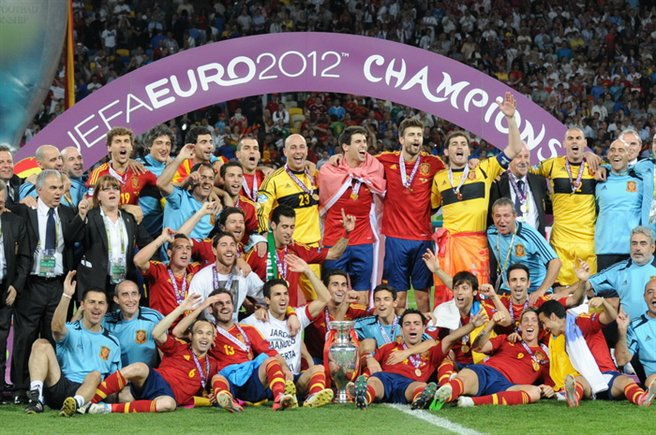
UEFA EURO 2012のトロフィーを掲げるスペインの選手たち

| UEFA EURO 2012優勝国        |
| --------------------------- |
| · スペイン · 2大会連続3回目 |

## 得点ランキング
| 順位 | 選手名                     | 得点数 | アシスト数 |
| ---- | -------------------------- | ------ | ---------- |
| 1    | フェルナンド・トーレス     | 3      | 1          |
| 1    | マリオ・ゴメス             | 3      | 1          |
| 1    | マリオ・バロテッリ         | 3      | 0          |
| 1    | クリスティアーノ・ロナウド | 3      | 0          |
| 1    | アラン・ジャゴエフ         | 3      | 0          |
| 1    | マリオ・マンジュキッチ     | 3      | 0          |

## 表彰

### 大会最優秀選手
- アンドレス・イニエスタ

### ゴールデンブーツ
- フェルナンド・トーレス

※複数選手が最多得点で並んだ場合はアシスト数で選出。それでも並んだ場合は、プレー時間の少ない選手が選出される。

### 大会優秀選手
| GK                                                               | DF                                                                                                  | MF | FW |
| ---------------------------------------------------------------- | --------------------------------------------------------------------------------------------------- | --- | --- |
| ジャンルイジ・ブッフォン イケル・カシージャス マヌエル・ノイアー | ジェラール・ピケ ファビオ・コエントラン フィリップ・ラーム ペペ セルヒオ・ラモス ジョルディ・アルバ | ダニエレ・デ・ロッシ スティーヴン・ジェラード シャビ・エルナンデス アンドレス・イニエスタ サミ・ケディラ セルヒオ・ブスケツ メスト・エジル アンドレア・ピルロ シャビ・アロンソ | マリオ・バロテッリ セスク・ファブレガス クリスティアーノ・ロナウド ズラタン・イブラヒモヴィッチ ダビド・シルバ |